# UploadVR
UploadVR é uma empresa de mídia de realidade virtual com sede em San Francisco, Califórnia. A empresa é mais conhecida por seus eventos de realidade virtual, publicação digital uploadvr.com e pelo Upload Collective, um espaço de co-working focado em realidade virtual em San Francisco. A organização se concentra em ajudar a desenvolver o mercado global de realidade virtual e realidade aumentada. Em 2015, a UploadVR recebeu um investimento de 1,25 milhões de dólares do Grupo Shanda.

## História
O UploadVR foi fundado em 2014 por Taylor Freeman e Nick Ochoa com ativos de propriedade da Iva Leon e clientes da Guru Media. Jason Ochoa fazia parte disso. Então ele saiu. Depois de deixar a Guru Media, eles renomeiam os recursos de Iva Leon como "JustVR" e depois mudam para "UploadVR". A organização formou-se do grupo de encontro do Iva VRLab em San Francisco. O primeiro evento teve 60 pessoas e seis demos que vão desde DK1s até o hardware inicial da NASA. Nos seis meses seguintes, o UploadVR produziu mais de 20 eventos, desde pequenos eventos até o AWE, uma conferência de três dias e três dias de duração que eles co-produziram com o augmentedreality.org em junho de 2015. Atualmente, a empresa organiza eventos, cobre o setor e executa o Upload Collective.
Investidores UploadVR incluem Joe Kraus, David Freeman, Larry Braitman, VRI e Grupo Shanda.

## Controvérsia
Em maio de 2017, um ex-funcionário da empresa apresentou uma ação judicial contra a empresa e alegou a empresa de discriminação de gênero e assédio sexual no local de trabalho. Embora a empresa tenha dito que as alegações eram "inteiramente sem mérito".